# Avenue de Selves
L'avenue de Selves est une avenue du 8e arrondissement de Paris. 

## Situation et accès
Le quartier est desservi par les lignes de métro 1 et 13 à la station Champs-Élysées - Clemenceau.

## Origine du nom

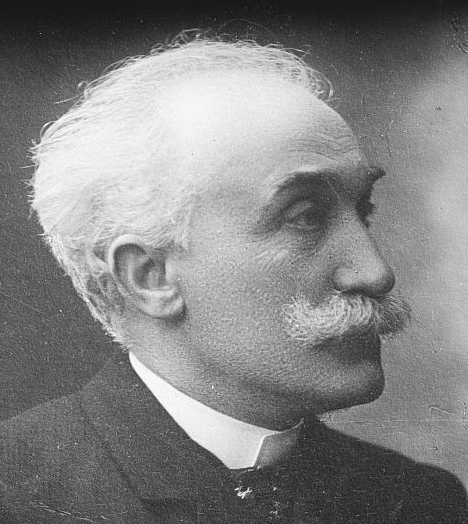
Justin de Selves.

La rue a été nommée en l'honneur de Justin de Selves (1848-1934), président du Sénat, préfet de la Seine et fondateur de la Commission du Vieux Paris.

## Historique
L'avenue prend sa dénomination actuelle par arrêté du 13 août 1934.
En 1970, elle est amputée de la partie comprise entre la place Clemenceau et l'avenue Franklin-D.-Roosevelt pour créer l'avenue du Général-Eisenhower, devenant ainsi, avec une longueur de 110 mètres, la deuxième avenue la plus courte de Paris.